# Боевой ход

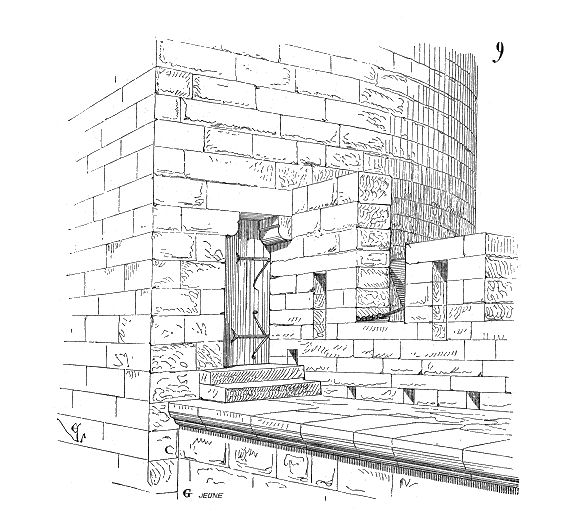
Боевой ход крепостной стены.

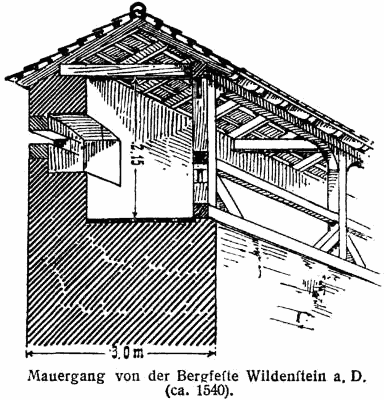
Боевой ход.

Боевой ход или обход — в древней и средневековой фортификации галерея (ход или проход) с бойницами вдоль крепостной стены. В средневековой Руси назывался «бой». Если расположен по верху стены (верхний бой), то бывает открытым или защищённым тесовой кровлей. Некоторые крепости имеют также проходящие в толще стены средний бой и нижний или подошвенный бой.
Бойницы вдоль этой галереи могли закрываться специальными створками или щитами.

## История

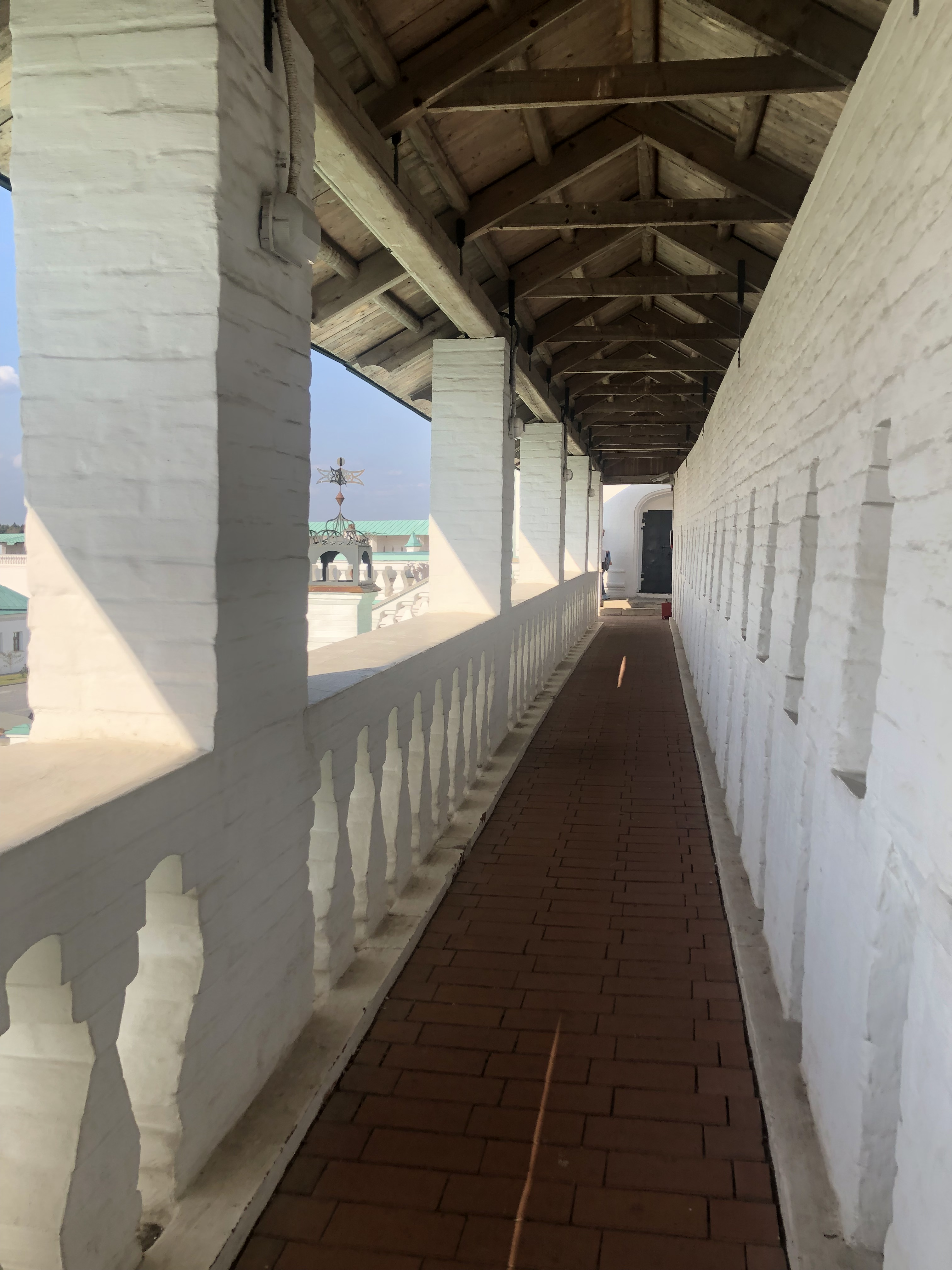
Крепостная стена Новоиерусалимского монастыря. Конец XVII века

В ранних фортификационных сооружениях высокие стены замка было трудно защищать с земли. Часовые, расположенные вдоль боевого хода, имели возможность осматривать окружающую крепость местность для предупреждения о приближающемся противнике. В ходе обороны крепости её защитники использовали боевой ход как платформу, с которой можно было отбивать атаки нападающих.
Изначально в фортификационной архитектуре для доступа к боевому ходу возводились специальные лестницы, в более поздних сооружениях к боевому ходу можно было выйти только из боевых ярусов крепостных башен.
Боевой ход позволял гарнизону маневрировать своими силами во время обороны, ставя их в выгодное положение для прицельной стрельбы под прикрытием крепостного парапета, позволяя быстро и относительно безопасно передвигаться между башнями.